# Rio Cireşna
O Rio Cireşna é um rio da Romênia, afluente do Bârzava, localizado no distrito de Caraş-Severin.